# Kalinyamat Kulon
Kalinyamat Kulon is een bestuurslaag in het regentschap Tegal van de provincie Midden-Java, Indonesië. Kalinyamat Kulon telt 4458 inwoners (volkstelling 2010).